# Nathalie Deruelle
Pour les articles homonymes, voir Deruelle.
Nathalie Hélène Christine Deruelle, née à Creutzwald le 21 juillet 1952, est une physicienne française, directrice de recherche au CNRS, membre du laboratoire astro-particules et cosmologie de Paris-Diderot et affiliée à l'institut Yukawa de Kyoto.

## Biographie
Ancienne élève de l’École normale supérieure de jeunes filles (S 1971), son principal axe de recherche est la théorie de la relativité générale qu'elle a enseignée à l'École polytechnique et à l'École normale supérieure de Paris. Elle est également  affiliée à l'Institut Yukawa de physique théorique (en) de Kyoto.
À côté de ses travaux de recherche, c'est également une vulgarisatrice scientifique qui donne des conférences,, et rédige des ouvrages destinés au grand public,  ou de niveau universitaire. Elle fut la directrice de thèse des astrophysiciens David Langlois, Jean-Philippe Uzan et Alain Riazuelo et était proche de Steven Hawking. Son père est l'essayiste Jean Deruelle.

## Travaux de recherche
Elle a notamment étudié, avec le cosmologiste Thibault Damour, la propagation de la force gravitationnelle, dans des systèmes binaires, appelés pulsars binaires composés d'un pulsar et d'une étoile à neutrons. Leurs recherches ont abouti en 1985 et 1986 à une formule mathématique donnant le temps que mettent à arriver jusqu'à la Terre les signaux électromagnétiques émis par le pulsar d'un système binaire. Cette formule a simplifié les calculs utilisés précédemment et a facilité la modélisation de ces systèmes, de leur évolution et des interactions gravitationnelles, notamment celles qui conduisent à des émissions d'ondes gravitationnelles et la déformation des ondes lumineuses et les effets de la gravité sur les mouvements des étoiles à neutrons,,,, dont fait partie PSR B1913+16.
Lors de sa leçon inaugurale du 8 décembre 1993, le Prix Nobel de physique nouvellement nommé Joe Taylor, explique le rôle de cette formule de chronométrage, dans les études qu'il a menées sur le système B1913+16 et qui ont permis de démontrer des variations lors de la mesure précise des impulsions du pulsar, dues à la présence d'ondes gravitationnelles. Cette lecture est publiée quelques mois plus tard dans la Reviews of Modern Physics. En 2004, la formule également connue sous le nom de D&D a été reprise et perfectionnée par des astrophysiciens colombiens.

## Récompenses
- 1989 : Lauréate du Prix Edmond Girard [23].

## Publications

### Articles cités dans la sectionTravaux de recherches
- T. Damour et N. Deruelle, « General relativistic celestial mechanics of binary systems. I. The post-newtonian motion », Annales de l'I.H.P. Physique théorique, vol. 43, no 1,‎ 1985, p. 107–132 (ISSN 1879-2839, lire en ligne, consulté le 31 octobre 2024)
- Thibault Damour et Nathalie Deruelle, « General relativistic celestial mechanics of binary systems. II. The post-newtonian timing formula », Annales de l'I.H.P. Physique théorique, vol. 44, no 3,‎ 1986, p. 263–292 (ISSN 1879-2839, lire en ligne, consulté le 31 octobre 2024)

### Livres scientifiques
- avec Jean-Pierre Lasota, Les ondes gravitationnelles, Paris, Odile Jacob, 2018, 336 p. (ISBN 978-2-7381-4334-1)[9]
- De Pythagore à Einstein, tout est nombre : la relativité générale, 25 siècles d'histoire, Paris, Belin, 2015, 191 p. (ISBN 978-2-7011-9501-8)[7],[8].
- avec Jean-Philippe Uzan, Théories de la relativité, Paris, Belin, 2014, 673 p. (ISBN 978-2-7011-5848-8)Ouvrage traduit en anglais sous le titre Relativity in modern physics, Oxford University Press, 2018 (ISBN 978-0-19-878639-9, OCLC 1034616252)